# باده 152
باده 152 المعروفة أيضًا باسم Dresden 152 ،VL-DDR 152 أو ببساطة 152، طائرة ما بعد الحرب تم تصميمها وتصنيعها من قبل شركة الطائرات الألمانية الشرقية VEB Flugzeugwerke Dresden. تم تسمية الطائرة على اسم مهندس الطيران الألماني برونولف بايد، المصمم الرئيسي المشارك في البرنامج. تميزت بكونها أول طائرة ركاب يتم تطويرها في ألمانيا.
تمثل باده 152 التطور النهائي في عائلة الطائرات يونكرز التي انتهت بـ«طائرات التطوير» ( Entwicklungsflugzeug - EF). وقد اعتمد تطويرها على OKB-1 150، قاذفة قنابل تم تطويرها في الاتحاد السوفييتي بمساعدة العلماء الألمان المأسورين. يشترك التكوين الأساسي لباده 152 في العديد من أوجه الشبه، بما في ذلك الشكل والحجم ومنطقة الجناح وتكوين معدات الهبوط والوزن الفارغ والمدى والارتفاع والسرعة والقوة لكل محرك وترتيب محرك مزدوج المحرك بطائرة بوينغ بي-47 ستراتوجت الأمريكية الصنع، طائرة استطلاع قاذفة / جوية دخلت الخدمة مع القوات الجوية الأمريكية خلال عام 1951. بدأ العمل في باده 152 رسميًا خلال عام 1955.
في 4 ديسمبر 1958، حدثت الرحلة الأولى من النموذج الأول V1 / I ( DM-ZYA ). سيتم تصنيع ما مجموعه ثلاث طائرات باده 152، اثنان منهم سيشاركان في برنامج رحلة تجريبية مقره مطار دريسدن بين 1956 و1961. في 4 مارس 1959، فقد النموذج الأول في حادث، مما أسفر عن مقتل جميع أفراد الطاقم على متن الطائرة؛ السبب غير واضح. أفادت تقارير بأن حوالي 20 طائرة كانت في مراحل إنتاج مختلفة نيابة عن شركة الطيران الألمانية الشرقية دويتشه لوفتهانزا. ومع ذلك، تم التخلي عن جميع اختبارات الطيران لباده 152 بعد الكشف عن مشكلة في إمدادات الوقود. فشلت في دخول الخدمة، وتم إنهاء الإنتاج دون إنتاج أي متابعة.

## التصميم والتطوير

### خلفية
بعد نهاية الحرب العالمية الثانية في أوروبا، تم تقسيم ألمانيا إلى ألمانيا الغربية وألمانيا الشرقية. في الشرق، أصبح الاتحاد السوفييتي مهيمناً سياسياً على المنطقة. سعى المسؤولون السوفييت للحصول على جميع المواد المحتملة ذات الصلة بالفضاء الجوي في ألمانيا الشرقية، وتم ترحيل المهندسين والعلماء المرتبطين بمثل هذه المشاريع إلى الاتحاد السوفيتي.  خلال أكتوبر 1946، أُعلن أنه سيتم نقل جميع المشاريع المتعلقة بالفضاء الجوي لألمانيا الشرقية إلى الاتحاد السوفيتي، في حين تم تدمير المواد التي لا يمكن نقلها عمداً. بعد تشكيل جمهورية ألمانيا الديمقراطية خلال عام 1949، سُمح للعديد من العلماء الألمان المرحلين بالعودة إلى ألمانيا الشرقية وممارسة مهنهم مرة أخرى. 

## روابط خارجية
- 152 صفحة رئيسية (معظمها باللغة الألمانية فقط)
- برونولف بادي في ويكيبيديا ألمانيا
- Alexejew / Samoljot 150 at Wikipedia Germany
- فيلم الترويج لألمانيا الشرقية الجزء الأول ، الجزء الثاني
- فيديو يوتيوب VEB Baade 152